# NGC 2704
NGC 2704 (również IC 2424, PGC 25134 lub UGC 4678) – galaktyka spiralna z poprzeczką (SBab), znajdująca się w gwiazdozbiorze Rysia. Odkrył ją William Herschel 18 marca 1787 roku.